# Mymensingh
Mymensingh (bengalí ময়মনসিংহ) és una ciutat i municipalitat de Bangladesh a la riba del Brahmaputra, capital del districte de Mymensingh i de la upazila de Mymensingh. El nom correspon a la pronunciació anglesa del nom original Momenshahi, referida a un governant anomenat Momen Shah. El seu nom alternatiu és Nasirabad que era el nom antic i el nom popular sota domini britànic. La ciutat és actualment més gran que el límit municipal. Segons el cens del 2001 la població era de 225.811 habitants (cent anys abans, el 1901, era de 14.668 habitants). La ciutat destaca pel seu bon nombre d'universitats, col·legis superiors i institucions educatives.

## Història

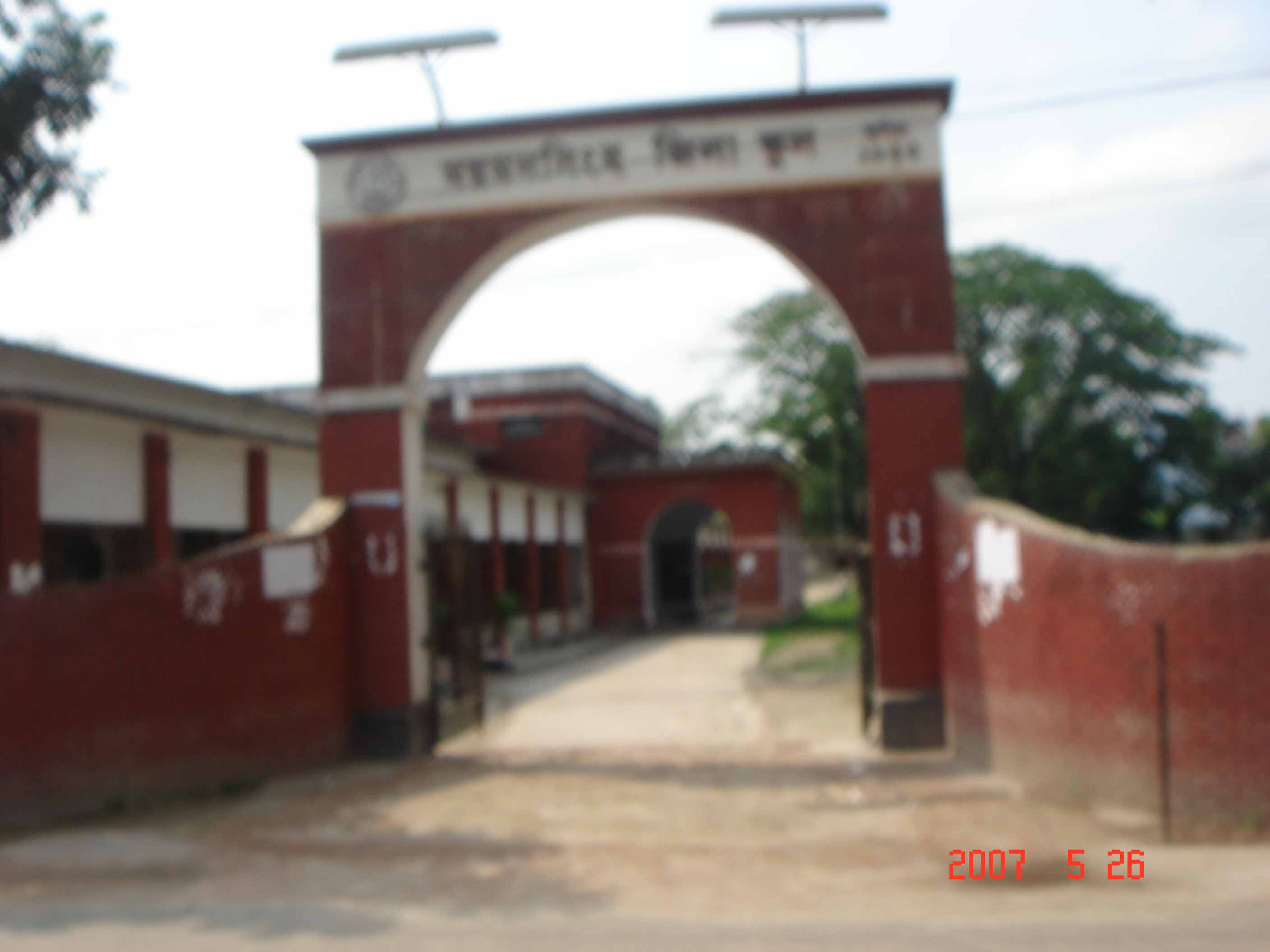
Main Gate of Mymensingh Zilla School

L'1 de maig de 1787 quan es va crear el districte de Mymensingh, nom tradicional d'una àmplia regió, la capital fou Begunbari, però quan poc després aquesta ciutat fou devastada per una inundació la capital fou traslladada a Nasirabad que va agafar el nom del districte. El 1869 es va crear la municipalitat de Nasirabad, nom que uns anys després)vers el 1900) fou canviat a municipalitatde Mymensingh. Fins al segle xix era una ciutat de majoria hindú però després van començar a emigrar musulmans; el 1903 la ciutat fou visitada per Eduard VII del Regne Unit i el zamindar de Mymensingh, Babu Abonikanta Lahiri Chowdhury, va crear una escola d'educació superior amb el nom del rei; el 26 de febrer de 1926 fou visitada per Rabindranath Tagore i allotjat pel zamindar, maharajà Shashikanta Acharya Chowdhury. Bona part dels habitants hindús va marxar al temps de la partició el 1947 i altres a la Guerra indopakistanesa de 1965. Durant la Guerra indopakistanesa de 1971, el 3 de març va esclatar la violència entre biharis i begalis que va conduir a la Guerra d'Alliberament de Bangladesh.

## Govern
L'òrgan de govern actual és anomenat Mymensingh Pourashava, establerta el 1869 com a municipalitat de Nasirabad canviat vers el 1900 a municipalitat de Mymensingh, i rebatejada el 1960 com a Comté Municipal de Mymensingh; fou reanomenada amb el seu nom actual el 1972. Està formada per membres electes i alguns oficials del govern; el cap de la Pouravasha l'anomenat president i està assistir pels membres dels wards o seccions. Té una superfície de 21,73 km² i la població dins aquesta superfície és (2001) de 188.713 habitants, encara que la ciutat té més habitants. Està formada per 17 mauzes en 7 wards; les mauzes són: Mymensingh town, Balashpur, Bhatikasar, Krishnapur, Sehara, Gopalkandi, Kasar, Golganda, Maskanda, Dholadia, Keatkhali, Chak Chatrapur, Rakta, Akua(part), Chhatrapur (part), Boyra Bhaluka (part) i Khagdahar (part).

## Personatges
Entre molts altres personatges notables, cinc presidents de Bangladesh són originaris de la ciutat:
- Syed Nazrul Islam (1925 -1975) president interí de l'11 d'abril de 1971 al 10 de gener de 1972.
- Abu Sayeed Chowdhury (1921 - 1987), del 12 de gener de 1972 al 24 de desembre de 1973.
- Abul Fazal Mohammad Ahsanuddin Choudhury (1915 - 2001) del 27 de març de 1982 a l'11 de desembre de 1983.
- Shahabuddin Ahmed (nascut 1930) del 6 de desembre de 1990 al 9 d'octubre de 1991 i del 9 d'octubre de 1996 al 14 de novembre del 2001.
- A.Q.M. Badruddoza Chowdhury (nascut 1929) del 14 de novembre de 2001 a 21 de juny de 2002.

## Galeria

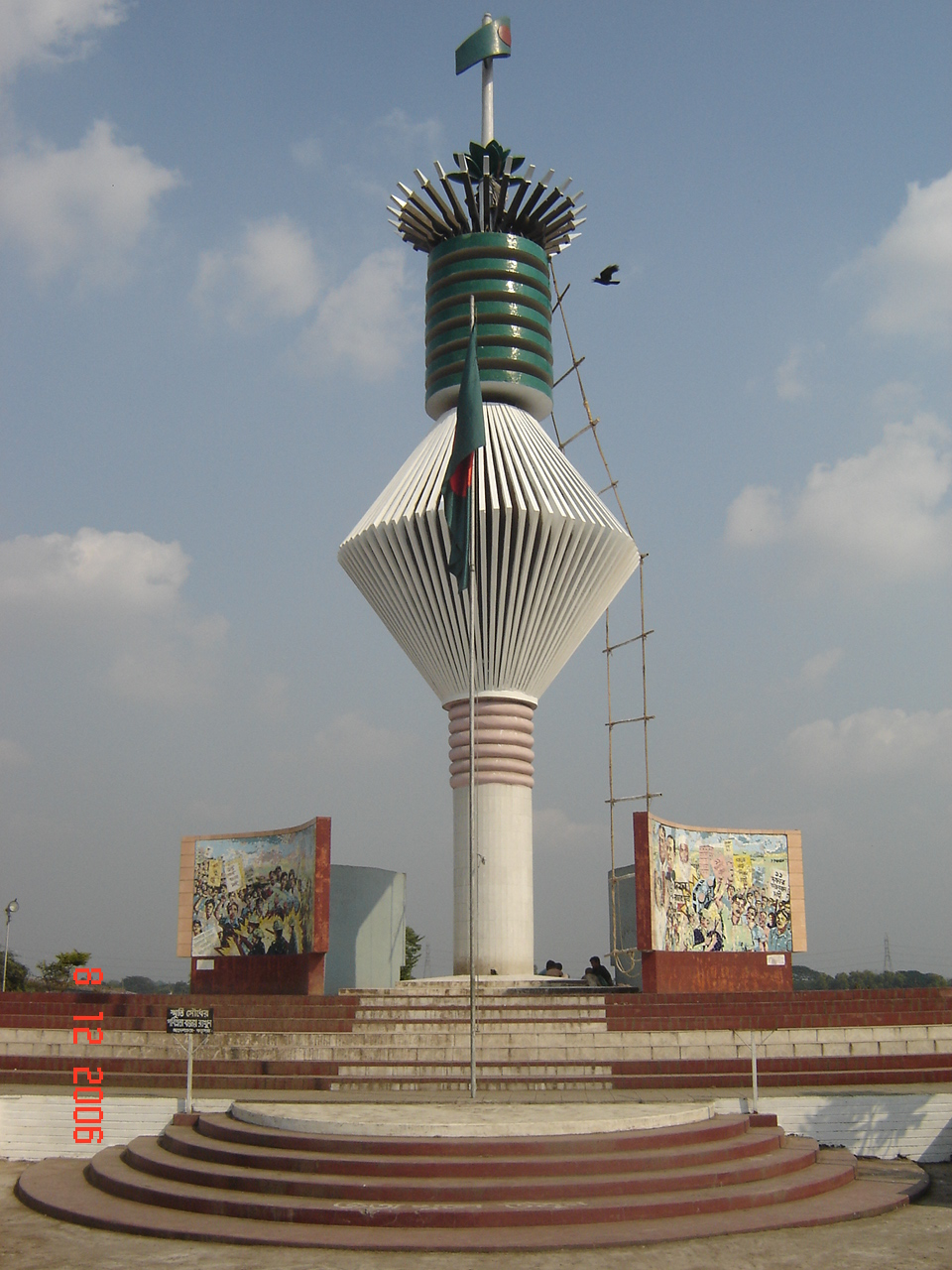
Monument de la Guerra d'Alliberament
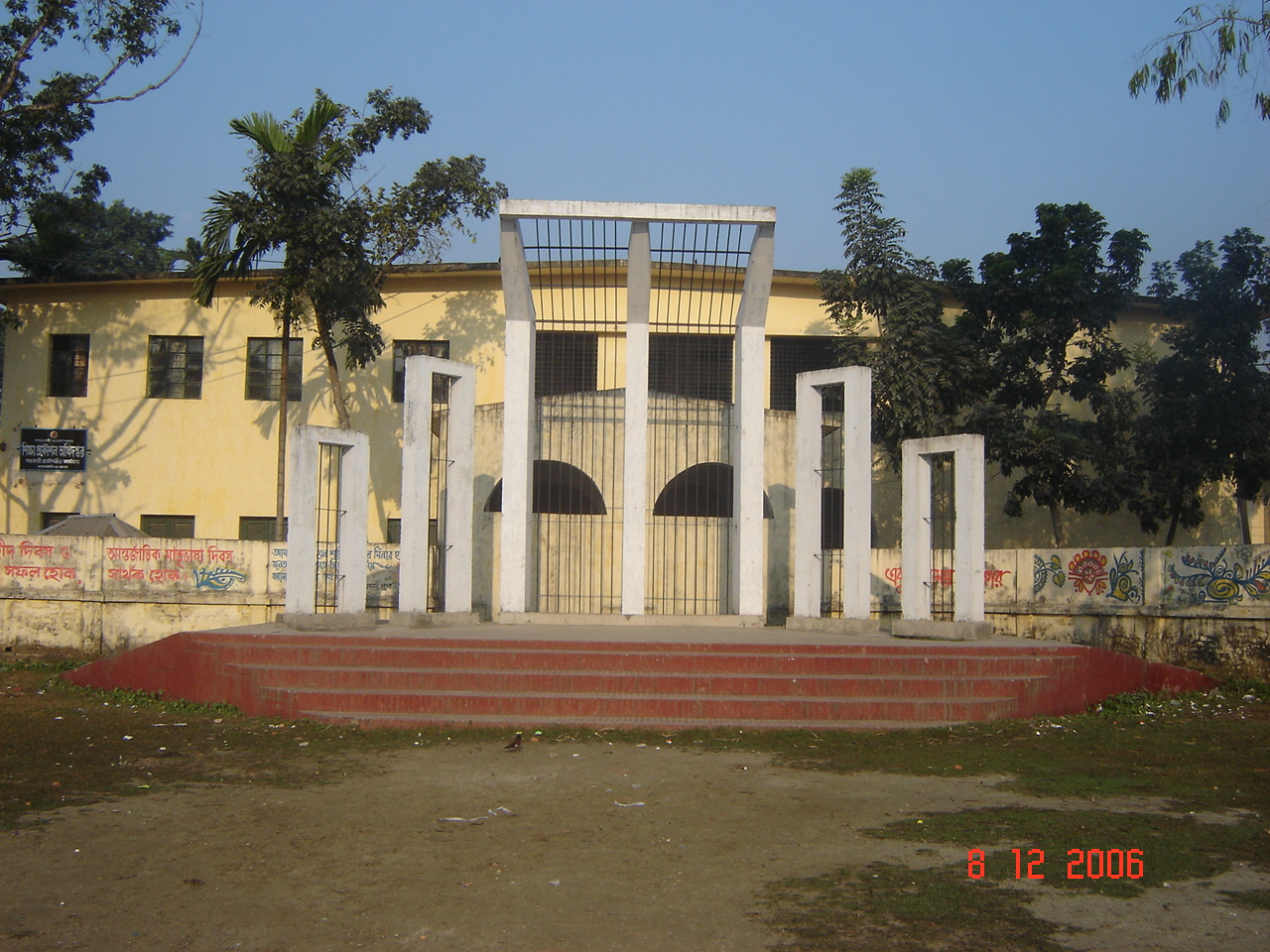
Monument als martir del Moviment de la llegua
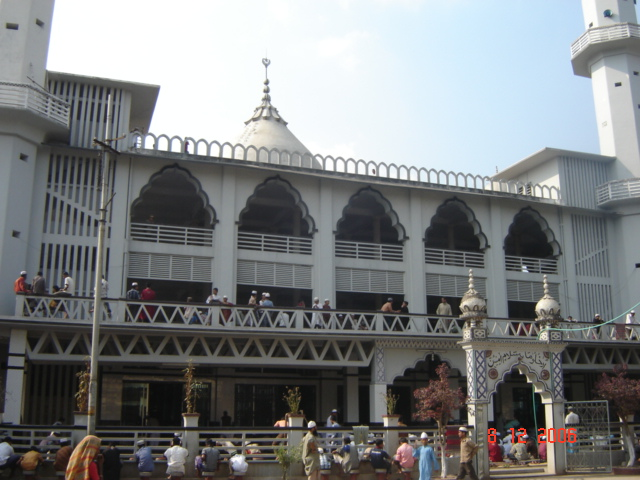
Boro Masjid
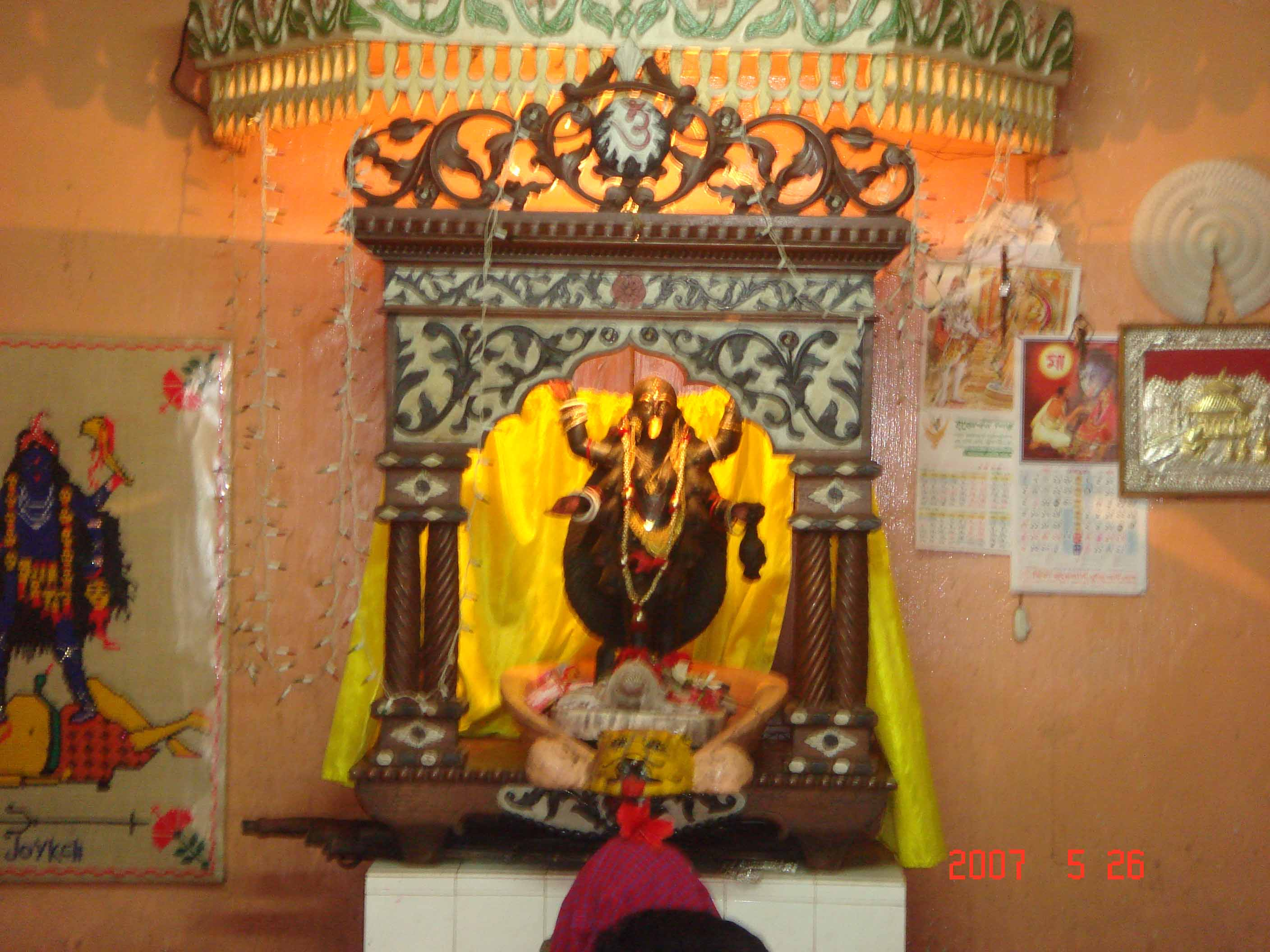
Boro Kali Bari Mandir
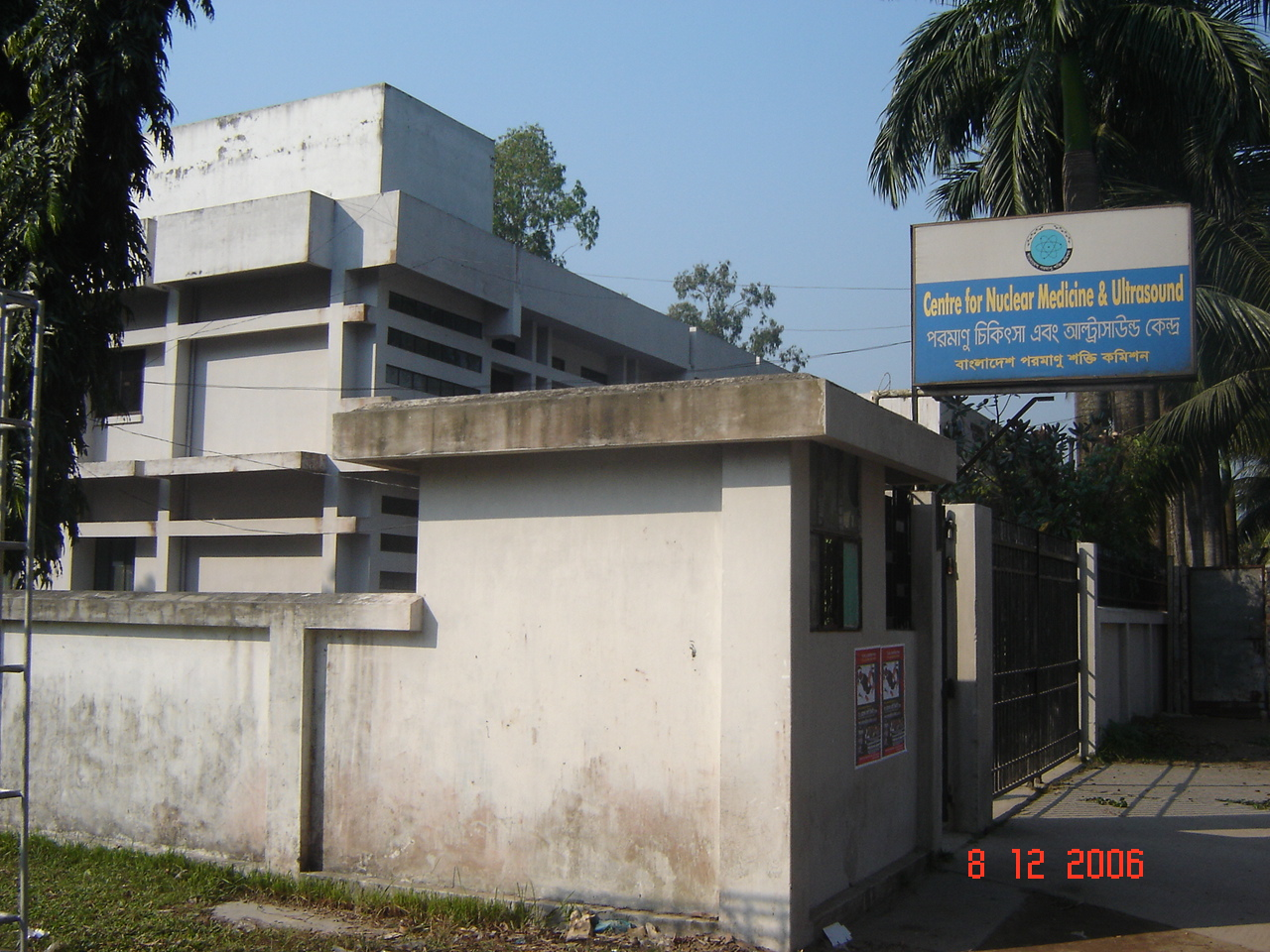
Centre de Medicina Nuclear i d'Ultrasons
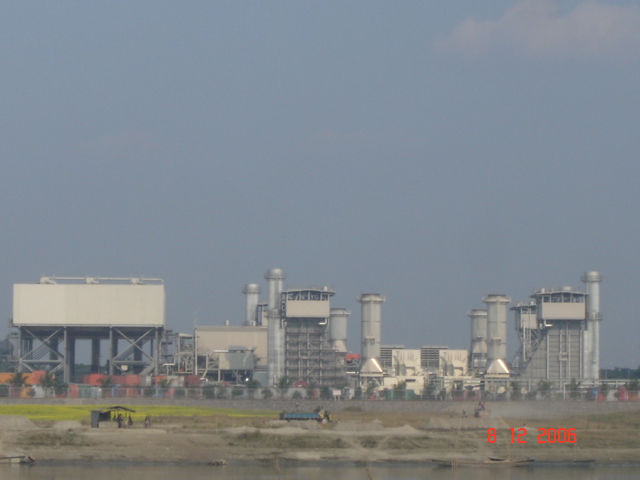
Central electrica
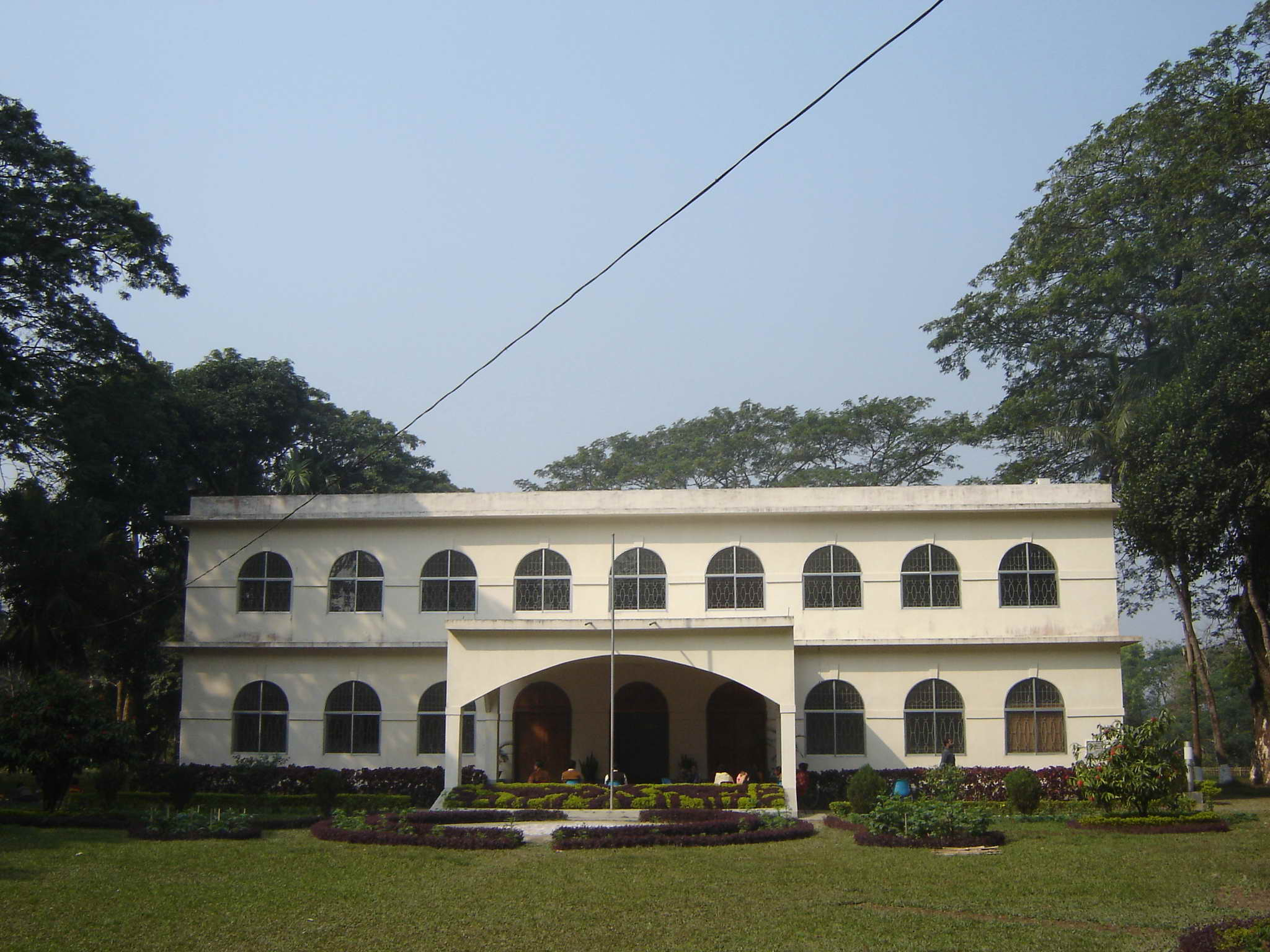
Galeria d'art Jainul
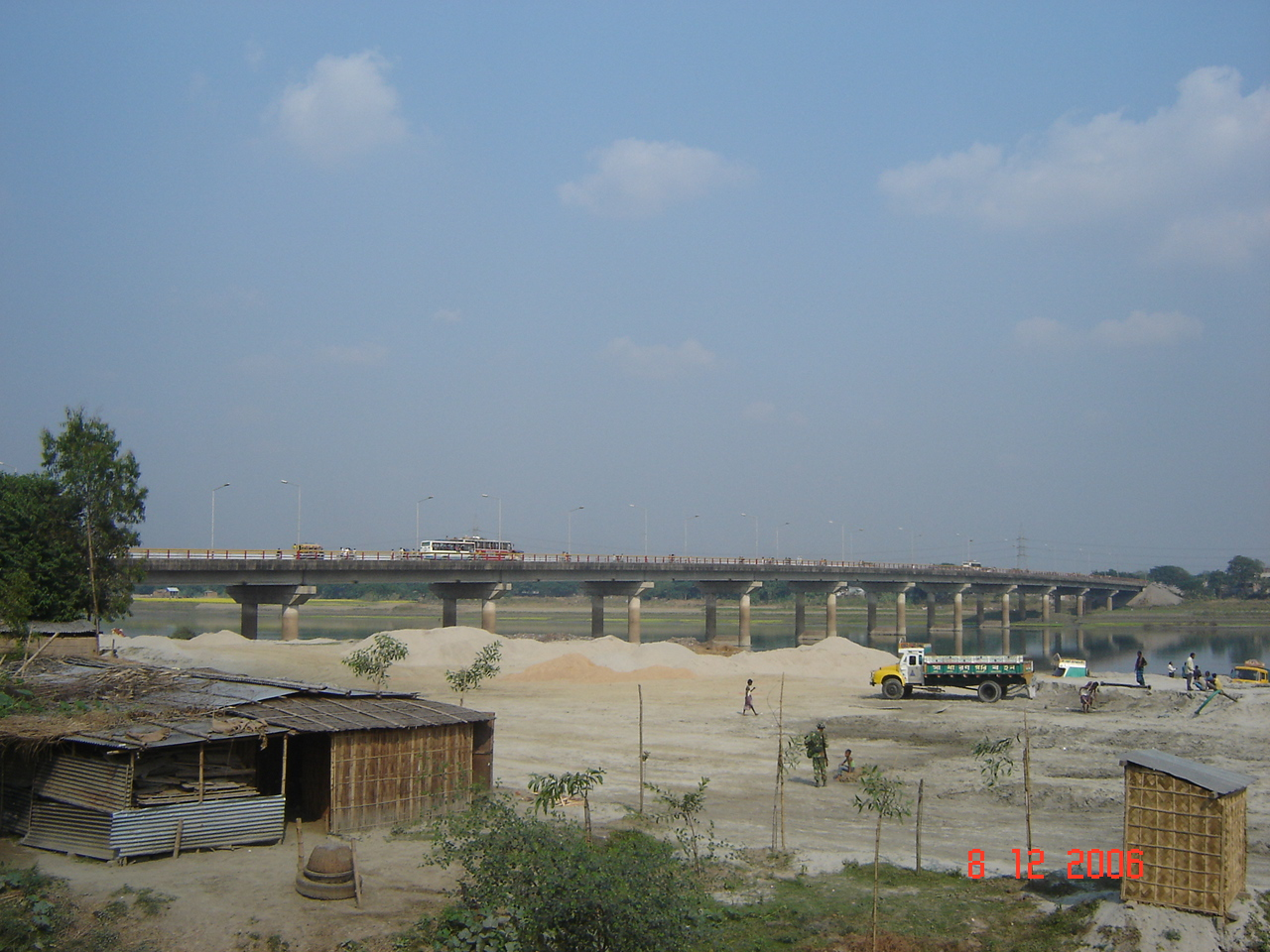
Pont de l'amistat Xina-Bangladesh
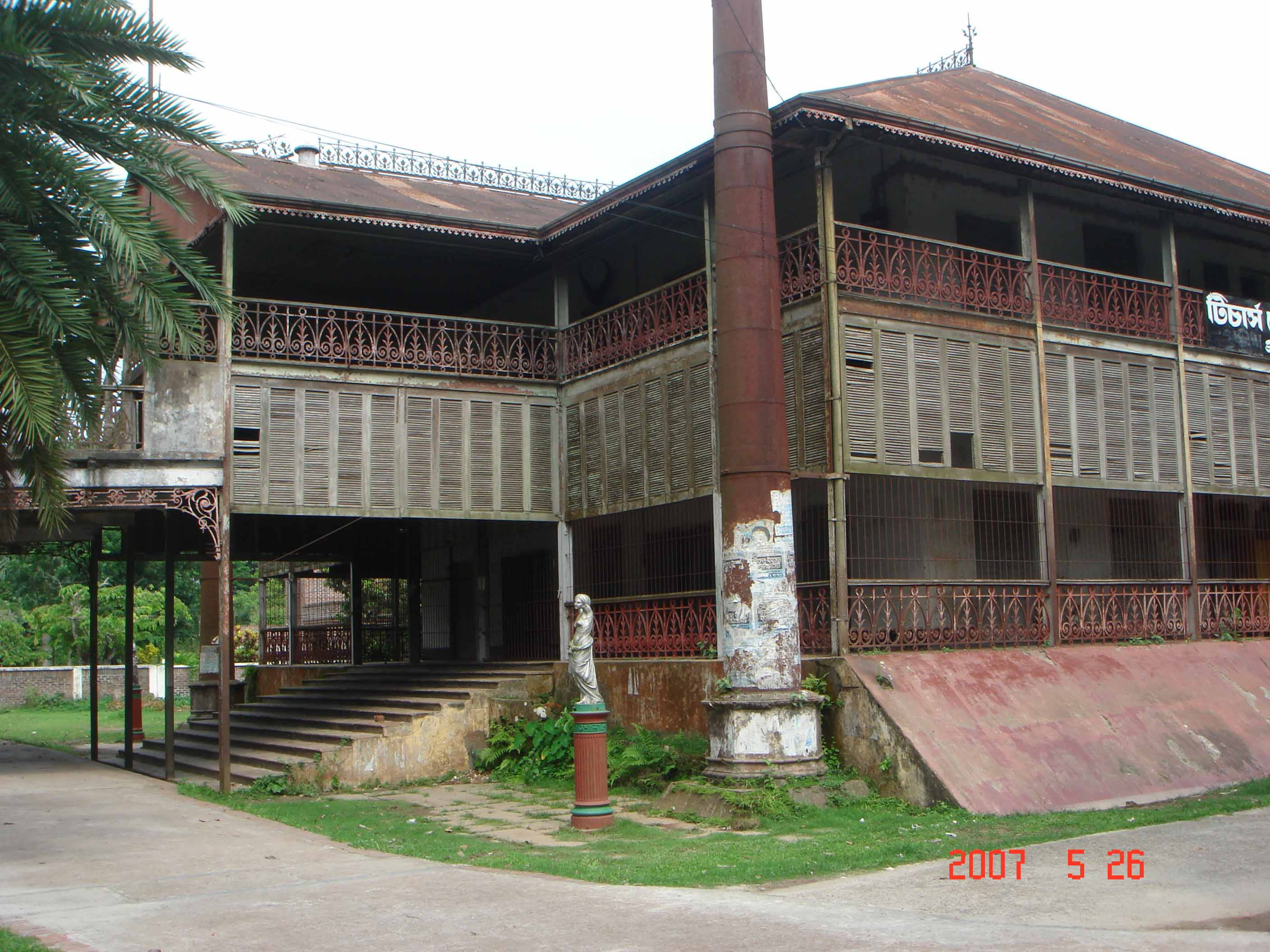
Palau dels zamindars o maharajas de Mymensingh
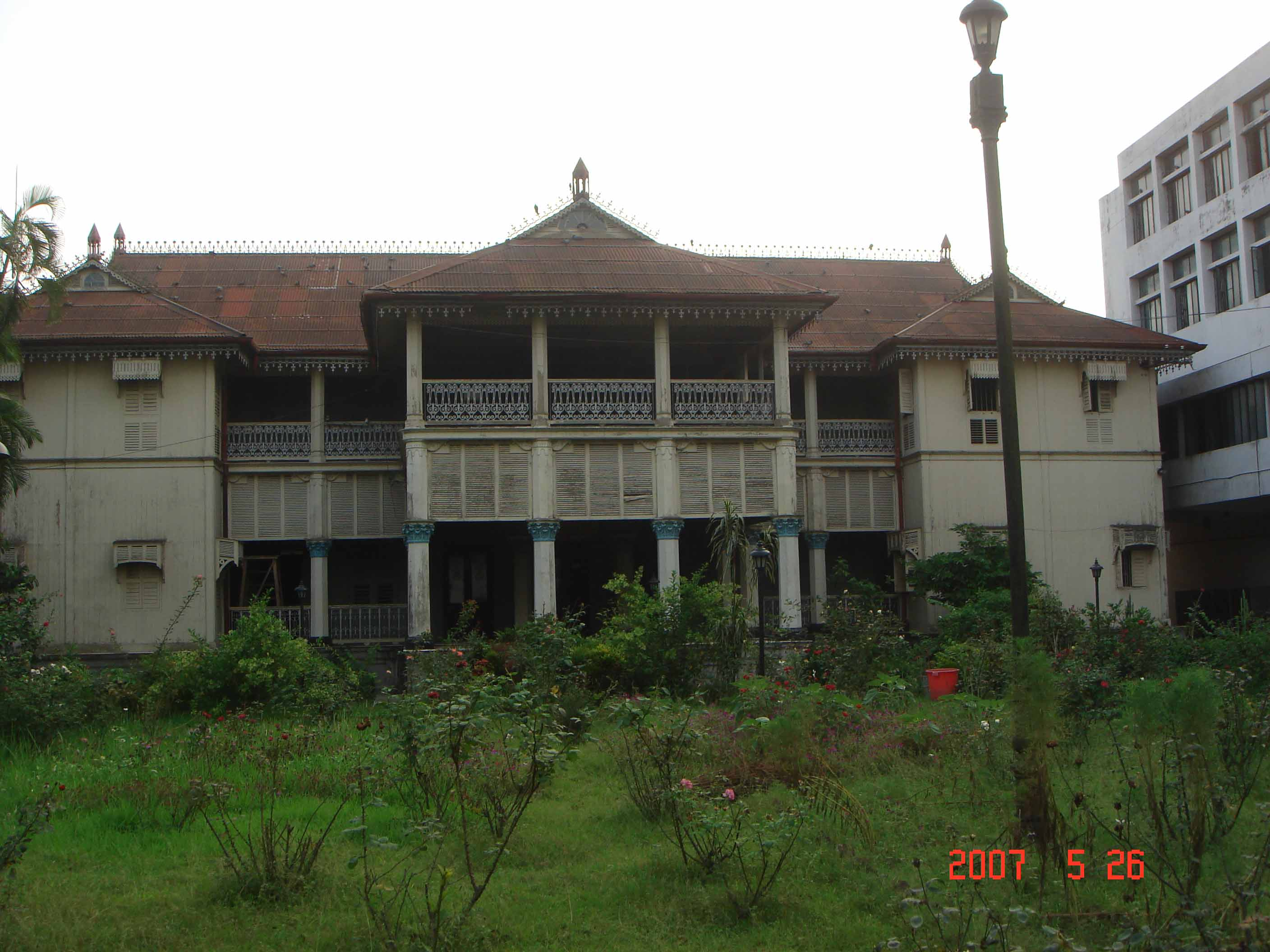
Palau dels zamindars o maharajas de Mymensingh per darrere
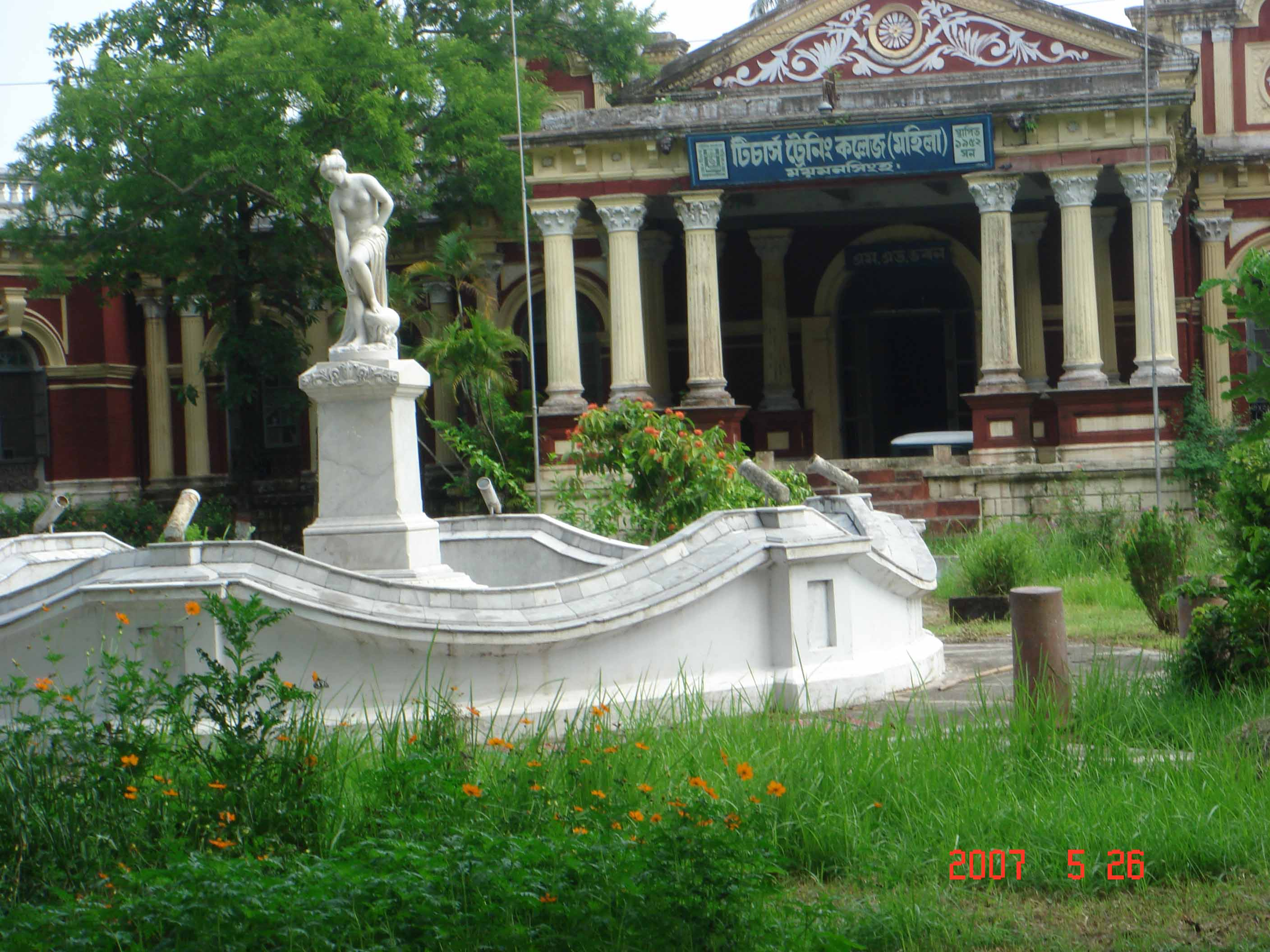
Mymensingh TTC (Technical Trade Center, senyores)
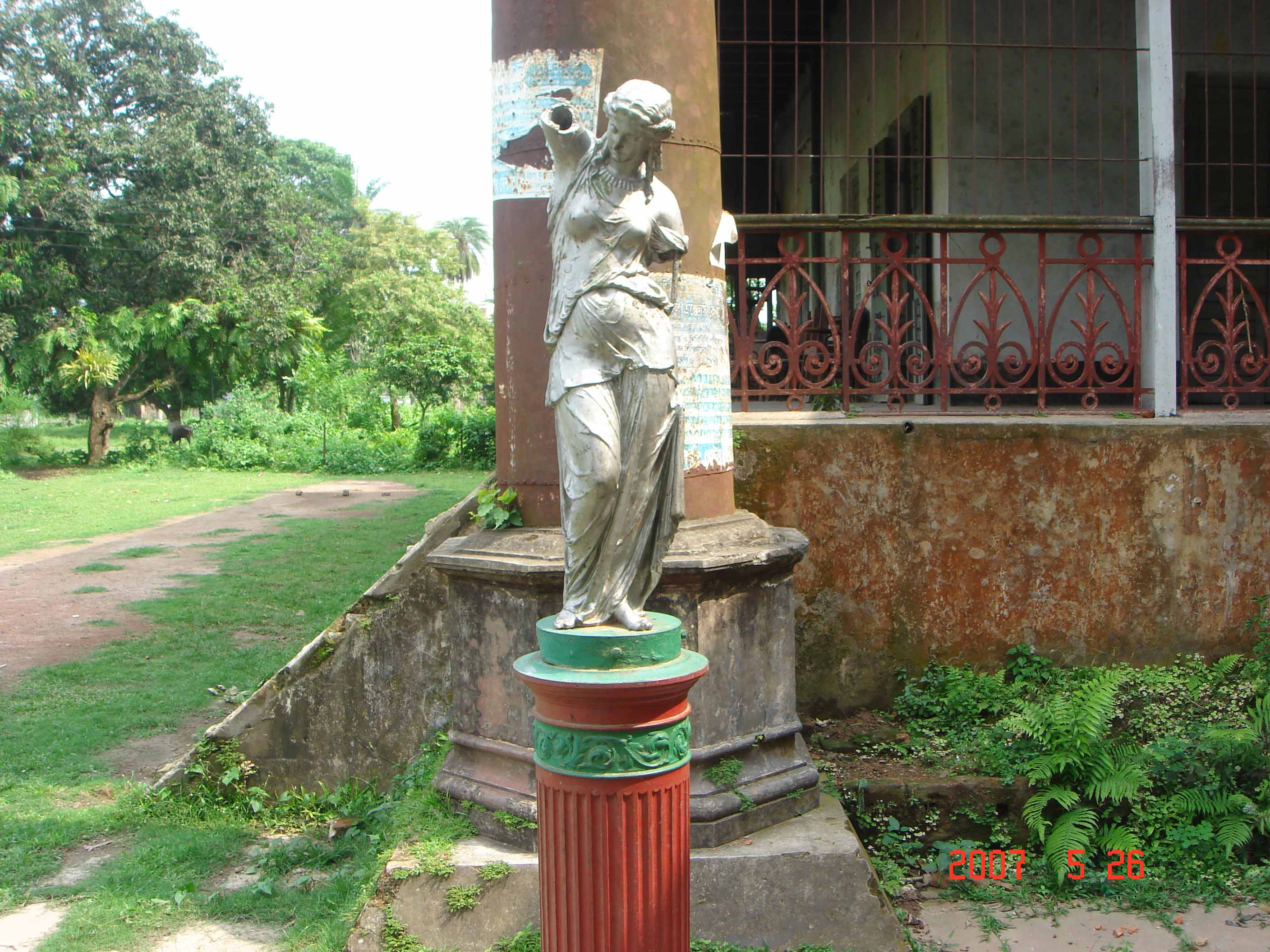
Escultura al TTC, Mymensingh
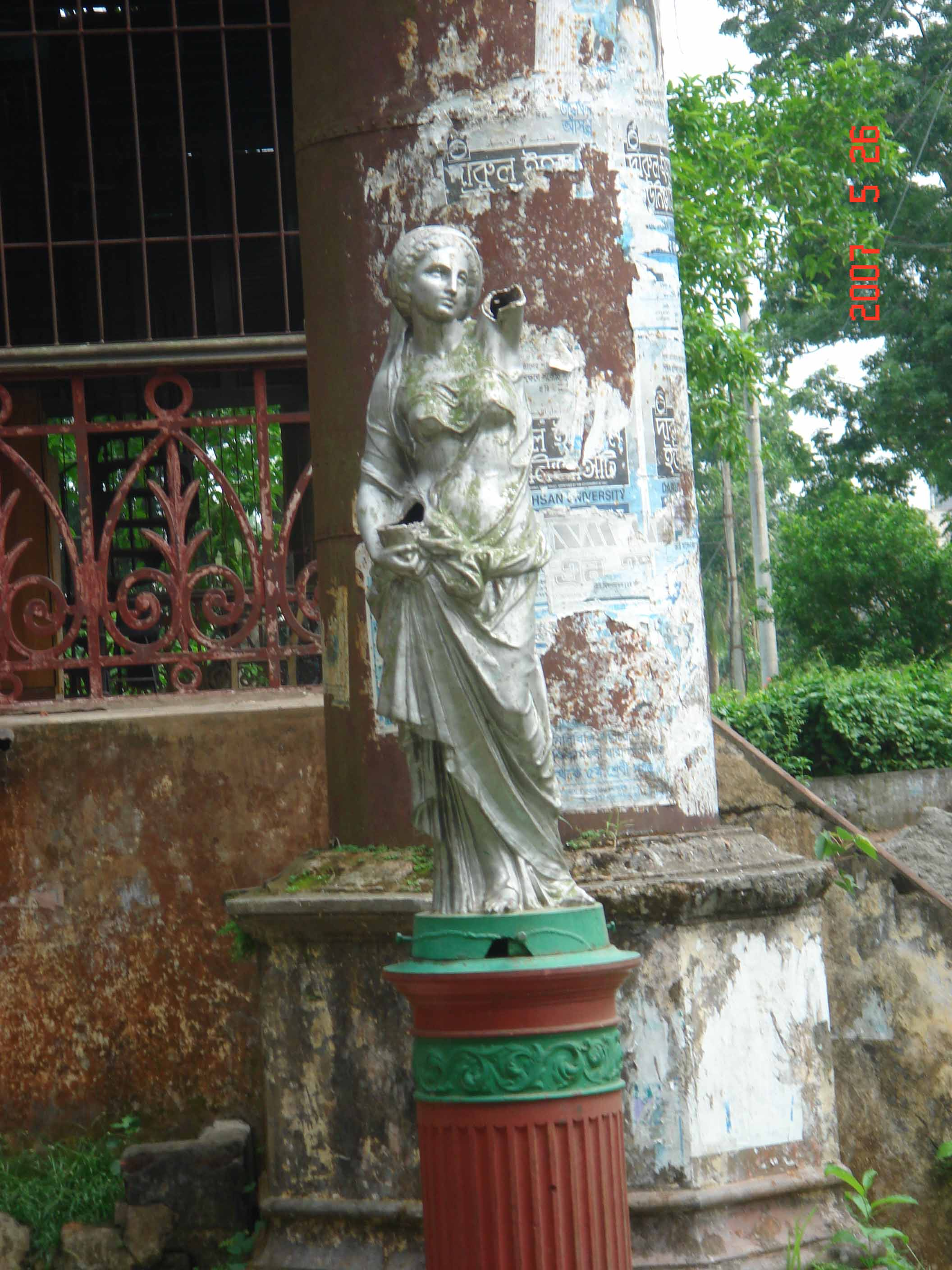
Escultura al TTC, Mymensingh
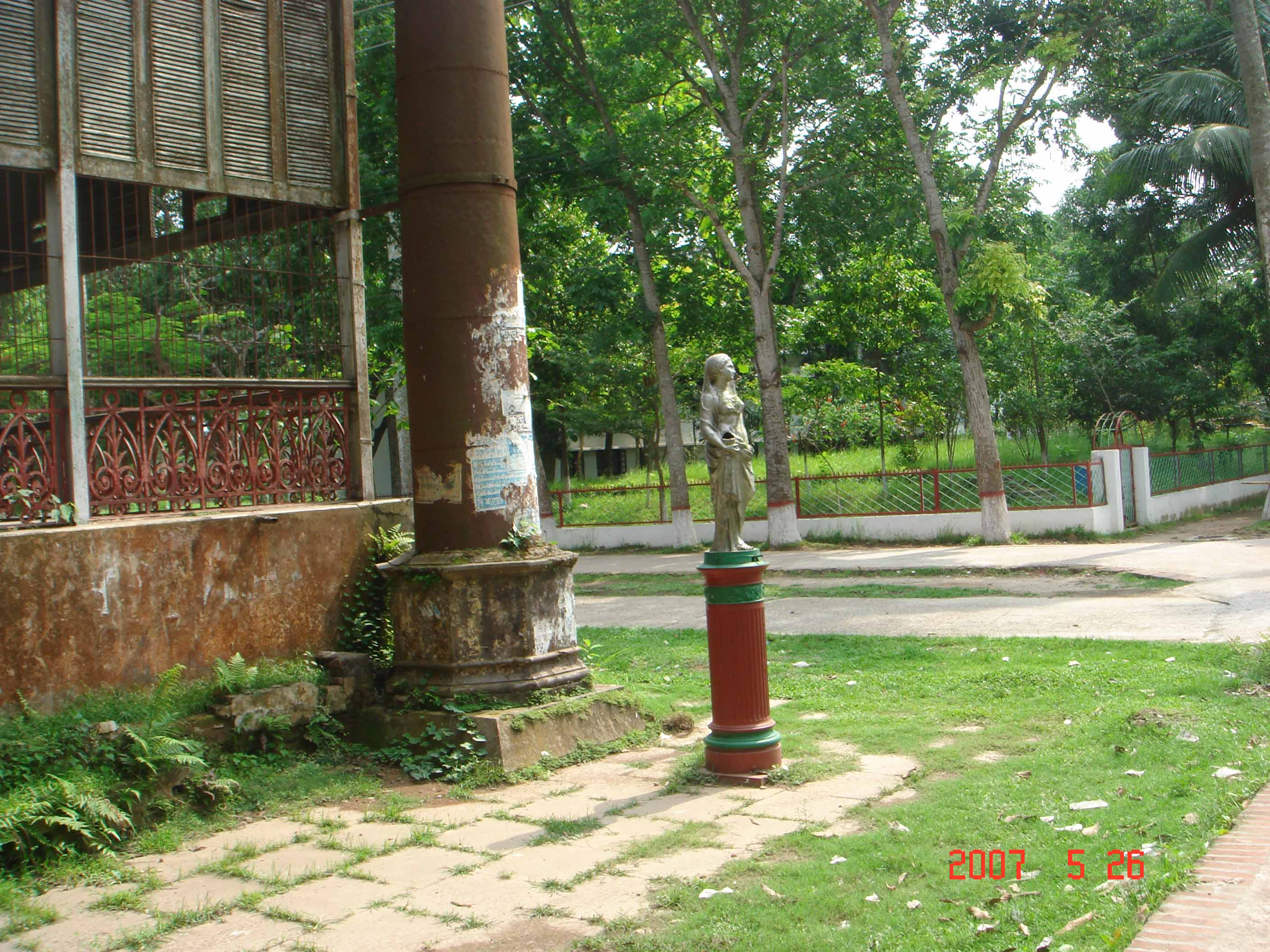
Escultura al TTC, Mymensingh
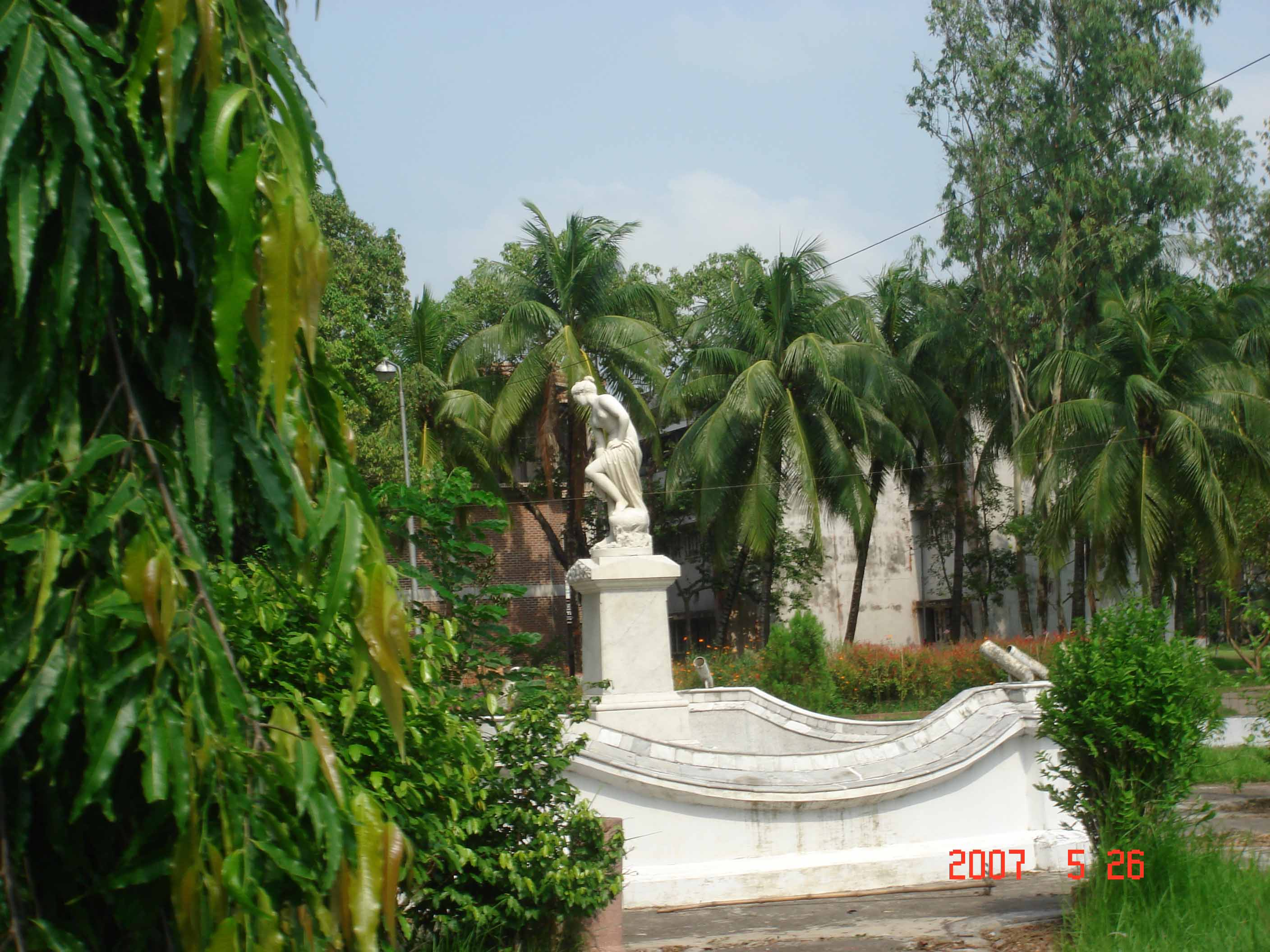
Escultura al TTC, Mymensingh
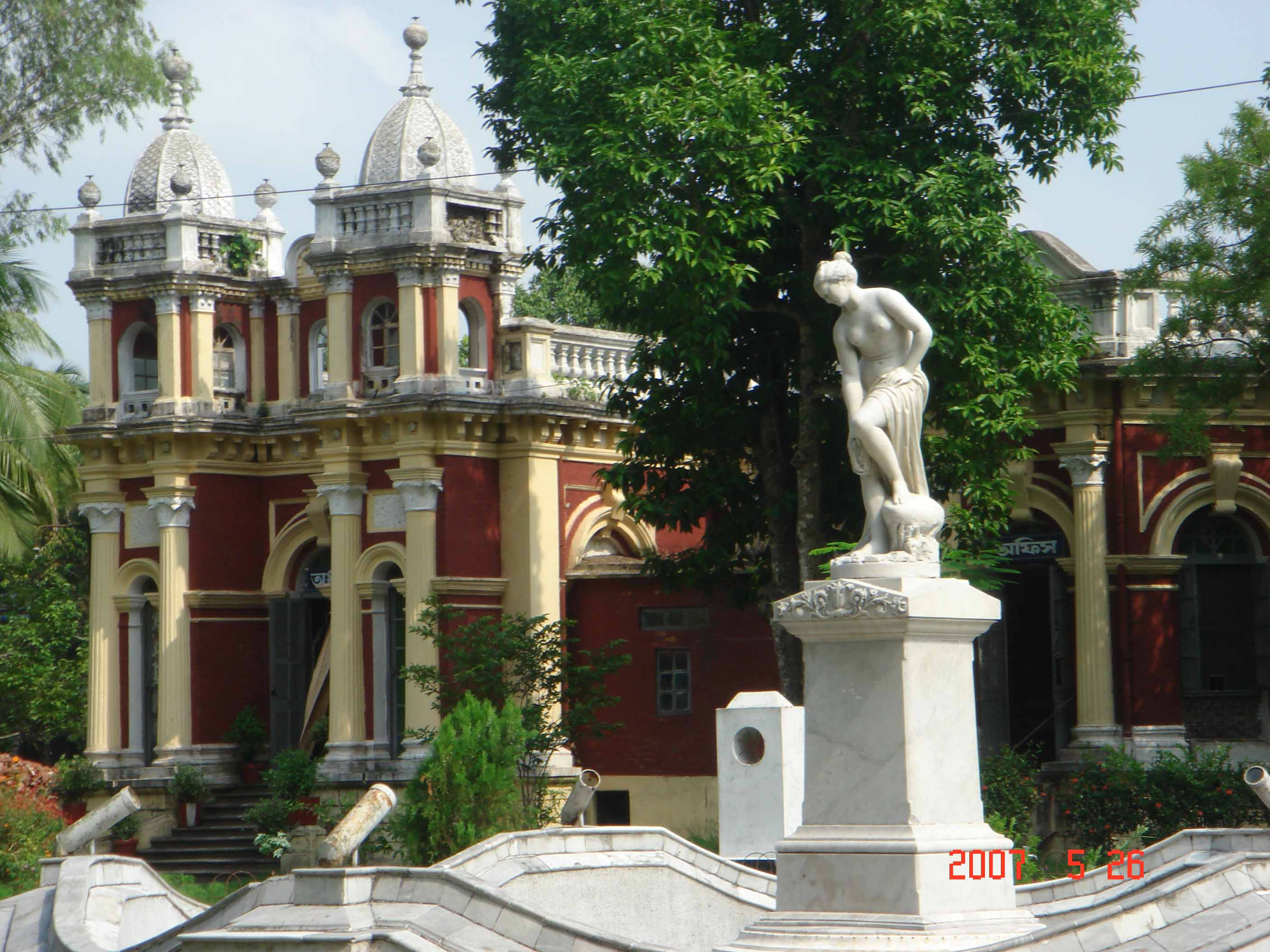
Escultura al TTC, Mymensingh
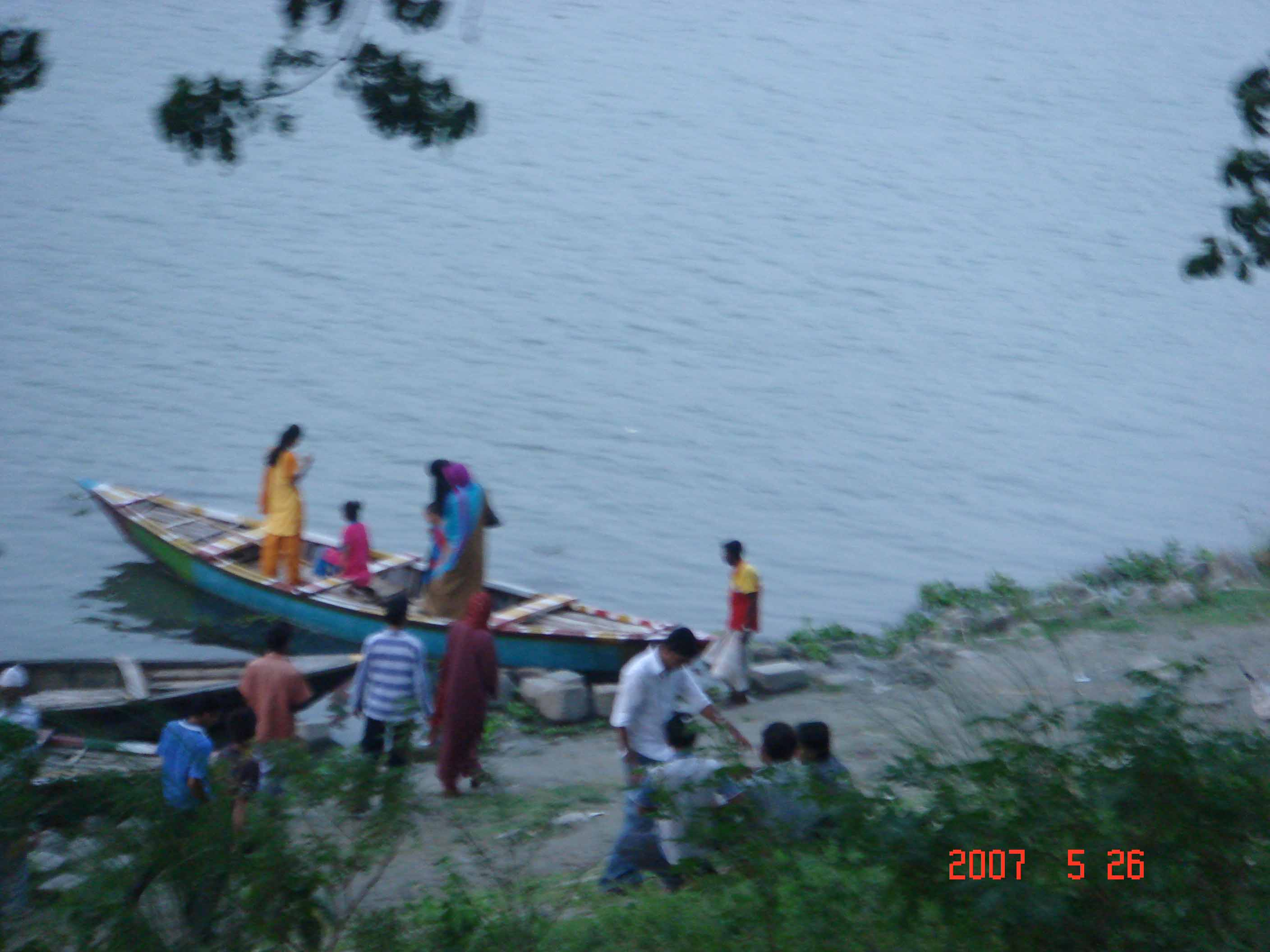
Bot al riu Brahmaputra
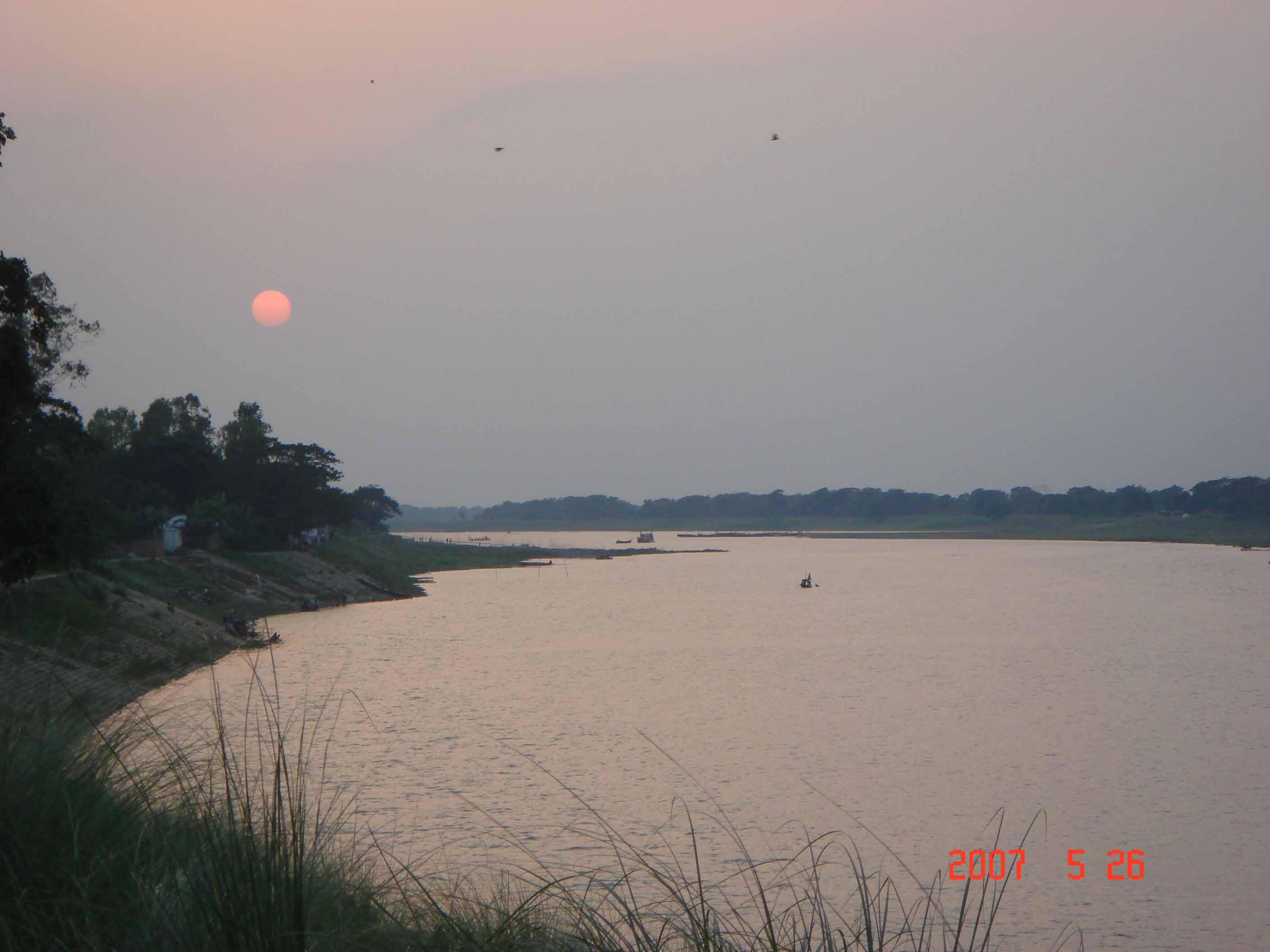
Capvespre al Brahmaputra
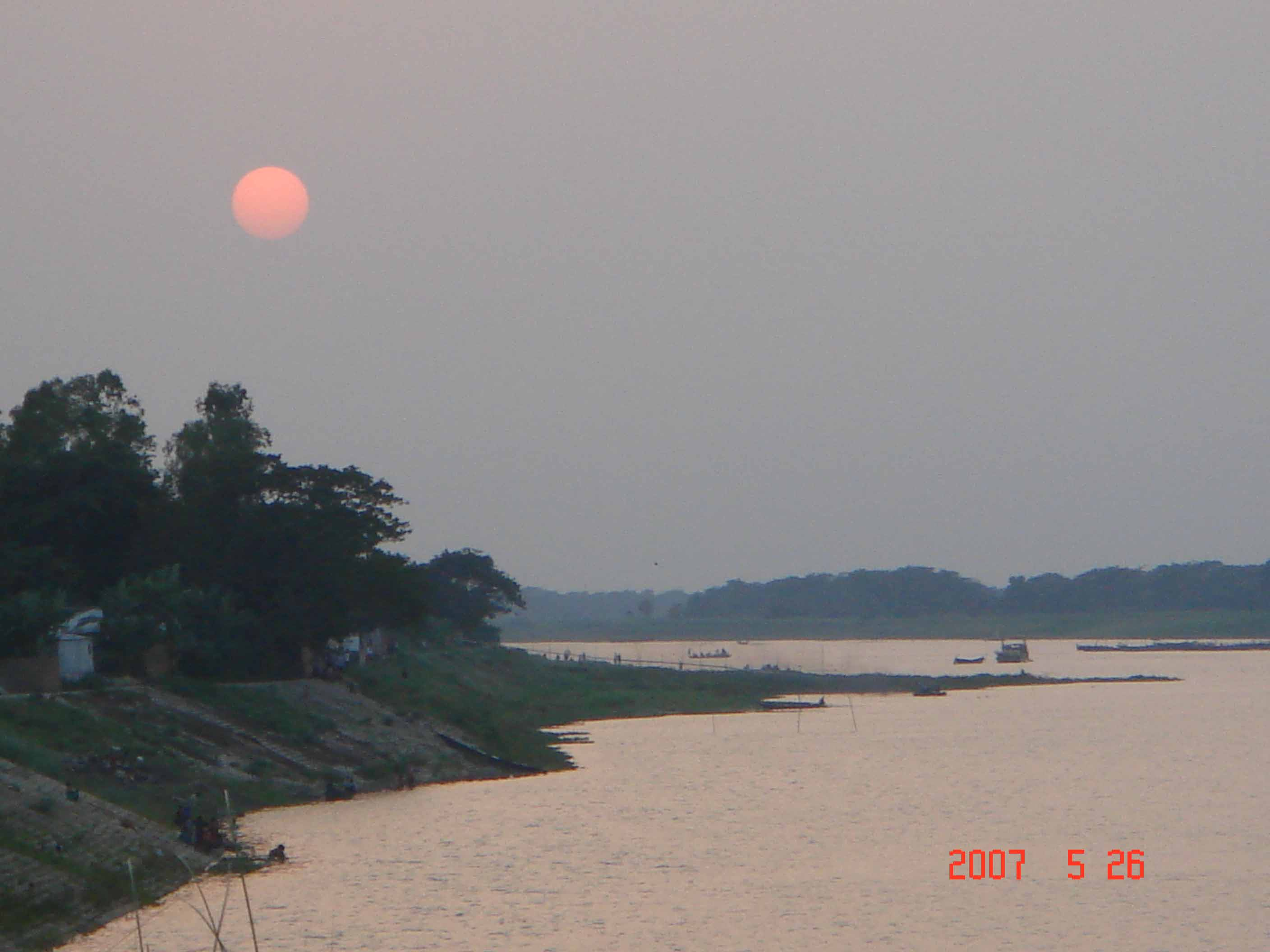
Capvespre a Mymensingh
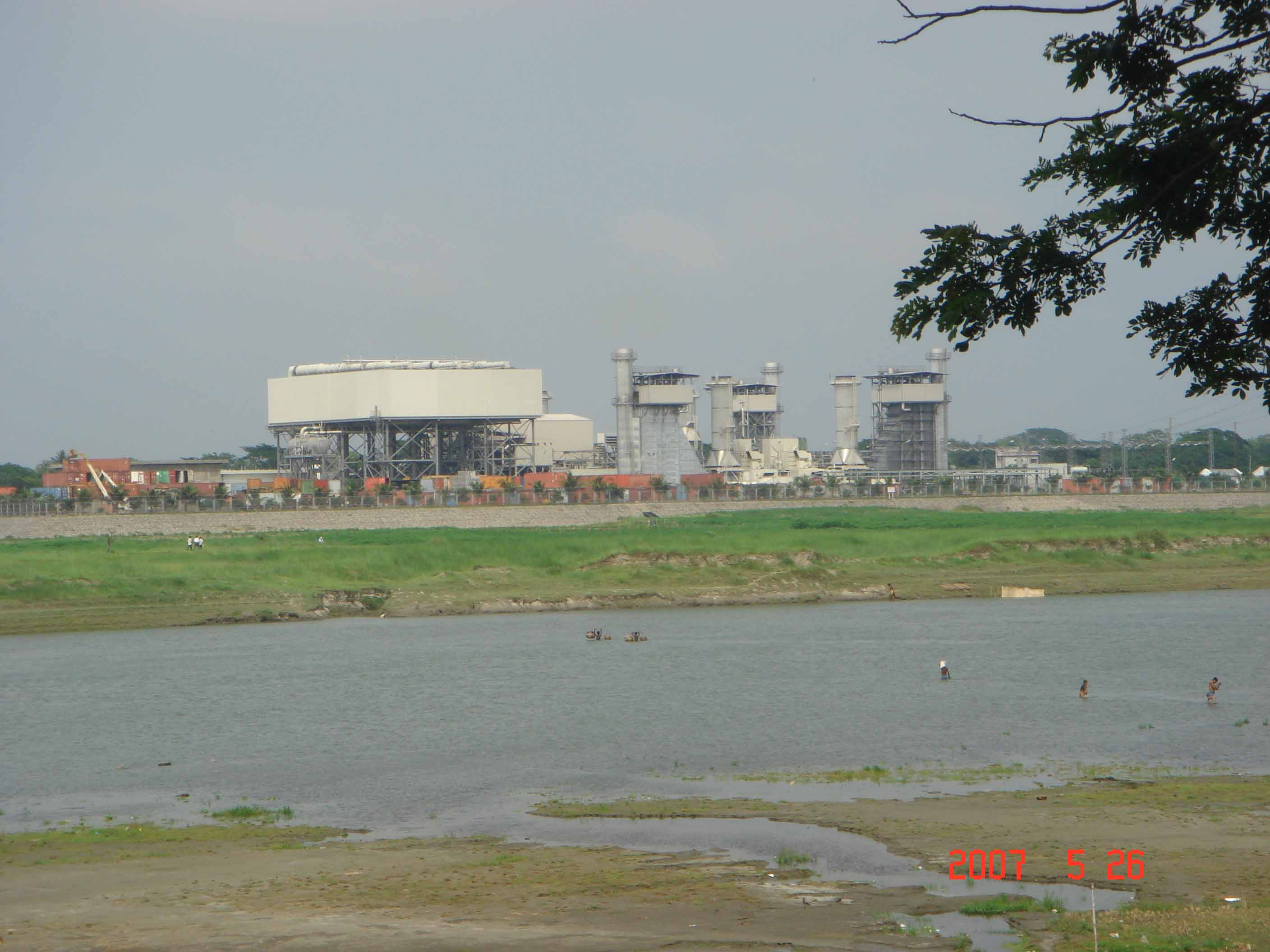
Riu Brahmaputra i central electrica

## Nota
1. ↑  Iffat Ara, 'Mymensingh-er Etihash', Dwitiyo Chinta, 1989, Mymensingh, Bangladesh
2. ↑  Saikia, Yasmin. Women, War, and the Making of Bangladesh: Remembering 1971.  Duke University Press, 2011, p. 255. ISBN 0822350386.